# عادل حبيب بلدي
عادل حبيب بلدي (مواليد 9 يوليو 1994) لاعب كرة قدم جزائري . يلعب كمهاجم حاليا مع نادي الدحيل في دوري نجوم قطر.

## المسيرة الرياضية
في 15 أبريل 2011 لعب بلدي أول مباراة احترافية له مع نادي لخويا كبديل في مباراة في الدوري ضد نادي الريان.

## الإنجازات
ربح دوري نجوم قطر مرة واحدة مع نادي لخويا في عام 2011.

## الحياة الشخصية
هو شقيق اللاعب سامي حبيب بلدي .

## روابط خارجية
- عادل حبيب بلدي على موقع قاعدة بيانات كرة القدم.إي يو (الإنجليزية)